# Munasterio 'e Santa Chiara/Scalinatella
Canzoni napoletane moderne: Munasterio 'e Santa Chiara/Scalinatella, pubblicato nel 1966, è un singolo del cantante italiano Mario Trevi.

## Storia
Il disco contiene due brani classici interpretati da Mario Trevi. 
Una serie di singoli che andranno a formare l'album Canzoni napoletane moderne, del 1966. Una seconda breve antologia sulla canzone classica napoletana.

## Tracce
Lato A
- Munasterio 'e Santa Chiara (Galdieri-Barberis)

Lato B
- Scalinatella (Bonagura-Cioffi)

## Incisioni
Il singolo fu inciso su 45 giri, con marchio Durium- serie Royal (QCA 1370).
Direzione arrangiamenti: M° Eduardo Alfieri.